# Garde-Füsilier-Regiment
Das Garde-Füsilier-Regiment war ein Infanterieverband des Gardekorps der Preußischen Armee mit Garnison in Berlin. Entsprechend dem vornehmen Charakter der Garde waren überwiegend Adelige in den Reihen des Offizierskorps zu finden. Das Regiment trug den populären Spitznamen Maikäfer.

## Geschichte
Im Jahr 1826 wurde das Garde-Reserve-Infanterie (Landwehr) Regiment gegründet. 1851 wurde es in Garde-Reserve-Infanterie-Regiment umbenannt. 1860 erhielt es im Rahmen der Roonschen Heeresvermehrung den Namen Garde-Füsilier-Regiment. Der Regimentsstab und das I. Bataillon waren zunächst in Potsdam und das II. Bataillon in Spandau stationiert. Von 1851 bis 1918 lag das ganze Regiment in der Maikäferkaserne in Berlin.

### Deutscher Krieg
1866 kämpfte das Regiment im Deutschen Krieg im Gefecht bei Königinhof und in der Schlacht bei Königgrätz.

### Deutsch-Französischer Krieg
Im Krieg gegen Frankreich war das Garde-Füsilier-Regiment 1870/71 an den Schlachten von Gravelotte und Sedan sowie der Belagerung von Paris beteiligt.

### Erster Weltkrieg

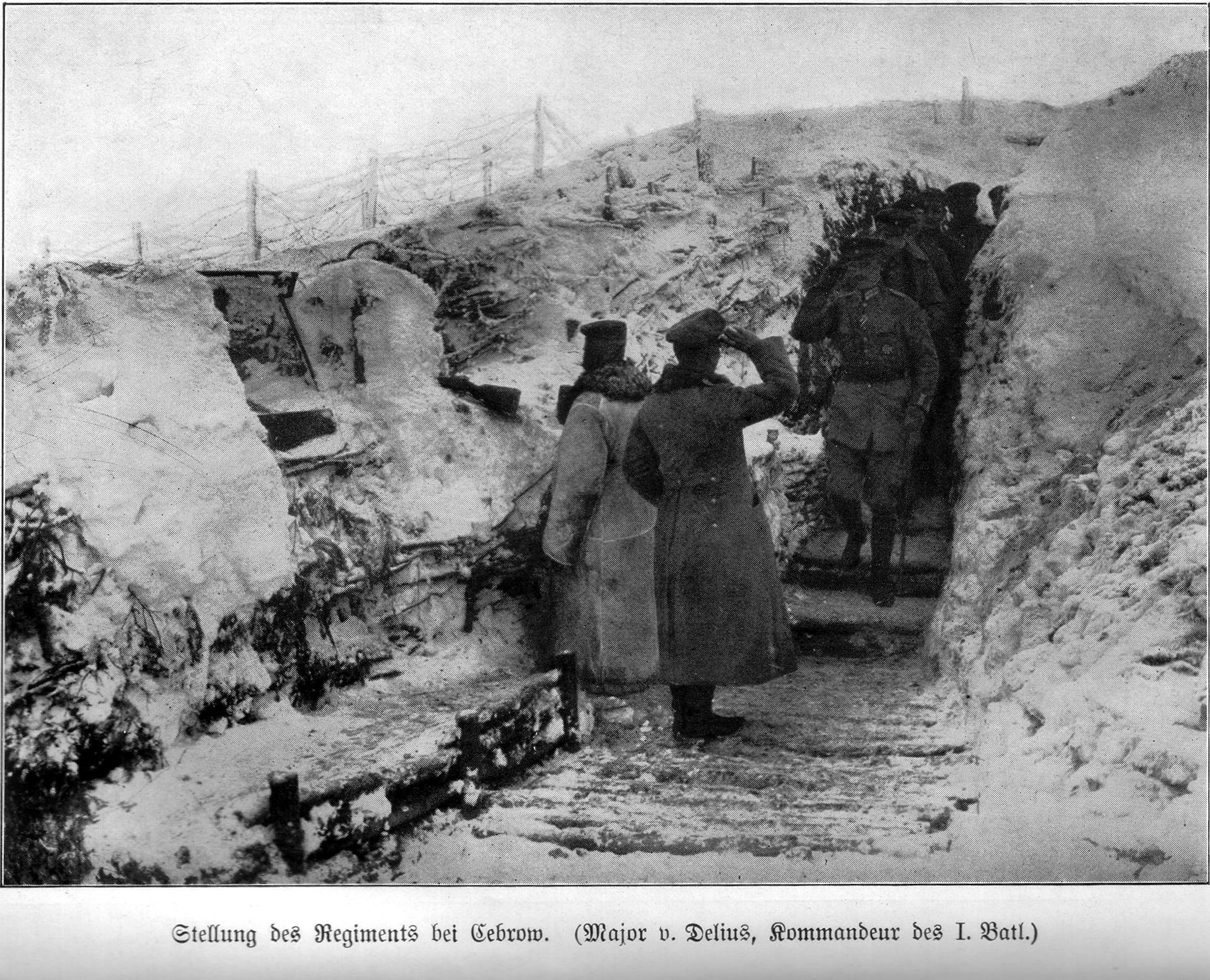
Das Regiment in seiner Stellung vor der Erstürmung des Zwinin im Feb. oder März 1915

Bei Beginn des Ersten Weltkriegs machte das Regiment mobil und wurde der neuaufgestellten 6. Garde-Infanterie-Brigade bei der 3. Garde-Infanterie-Division zugeteilt. In diesem Unterstellungsverhältnis verblieb das Regiment den gesamten Krieg über. Die Reservisten der Garde-Füsiliere wurden zum beträchtlichen Teil dem neu errichteten Lehr-Infanterie-Regiment zugewiesen, das als Schwesterregiment im Verband mit dem aktiven Stammregiment zu derselben Brigade gehörte. Mit dem Garde-Reserve-Korps nahmen die Füsiliere in zweiter Linie am Vormarsch der 2. Armee durch das neutrale Belgien teil und kamen bei der Eroberung der Festung Namur zum Einsatz. Nach dem unerwartet raschen Ende der Belagerung von Namur wurde der Rückmarsch nach Aachen befohlen. Die 6. Garde-Infanterie-Brigade wurde mit dem Garde-Reserve-Korps und einem weiteren Armeekorps zur Verstärkung der 8. Armee nach Ostpreußen transportiert, wo die Schlacht bei Tannenberg begonnen hatte. In ihr kamen die aus dem Westen abgezogenen Verstärkungen aber nicht mehr zum Einsatz. Die Garde-Füsiliere blieben an der Ostfront und kämpften zunächst in der Schlacht an den Masurischen Seen, anschließend mit der neugebildeten 9. Armee in der Schlacht an der Weichsel und der Schlacht um Łódź. Nach schweren Verlusten bei Brzeziny mussten die Reste des Regiments zu einem Bataillon zusammengefasst werden. Zum 1. Dezember 1914 formierte sich der Verband zunächst in zwei Bataillonen zu je drei Kompanien, ab 22. Dezember zu je vier Kompanien neu. Im Januar 1915 war auch das III. Bataillon wiederhergestellt und gegen Ende des Monats wurde das Regiment in die Karpaten verlegt. Hier lag es die kommenden Monate in Stellungskämpfen am Zwinin, bis der Bergrücken schließlich im April 1915 erobert werden konnte. Nach weiteren Gefechten an der Ostfront kam das Regiment Mitte April 1916 an die Westfront, lag hier im Stellungskrieg in der Champagne und an der Yser und beteiligte sich an der Schlacht an der Somme. Von September bis November 1916 nochmals kurzzeitig an der Ostfront eingesetzt, kehrte der Verband noch einmal in den Westen zurück und beteiligte sich an den Stellungskämpfen in Lothringen. Hier wurde das Regiment im Dezember 1916 um eine 2. und 3. MG-Kompanie erweitert. Das Jahr 1917 war neben den Stellungskämpfen durch die Schlachten bei Arras, in Flandern und bei Cambrai geprägt. Zu Beginn der deutschen Offensive im Frühjahr 1918 erlitten die Garde-Füsiliere bei Beaumetz schwere Verluste und formierten sich danach zu nur zwei Bataillonen zu je drei Kompanien neu. Nachdem das Regiment ab dem 5. April 1918 wieder aus drei Bataillonen bestand, wurde der Verband am 14. September 1918 noch um eine Minenwerfer-Kompanie erweitert.

### Verbleib
Nach Kriegsende wurde das Regiment ab 14. Dezember 1918 in Berlin demobilisiert und schließlich aufgelöst. Aus Teilen bildeten sich zwei Freiformationen, die später in die Vorläufige Reichswehr eingegliedert wurden.
Die Tradition übernahm in der Reichswehr durch Erlass des Chefs der Heeresleitung, General der Infanterie Hans von Seeckt, vom 24. August 1921 die 7. und 8. Kompanie des 5. (Preußischen) Infanterie-Regiments.

## Kommandeure
| Dienstgrad            | Name                                   | Datum                                                             |
| --------------------- | -------------------------------------- | ----------------------------------------------------------------- |
| Oberstleutnant/Oberst | Karl August von Esebeck                | 1826 bis 29. März 1829                                            |
| Oberstleutnant        | Otto von Zieten                        | 30. März 1829 bis 29. März 1832                                   |
| Oberstleutnant/Oberst | Alexander von Knobelsdorff             | 30. März 1832 bis 29. März 1838                                   |
| Oberstleutnant/Oberst | August Alexander von Zenge             | 30. März 1838 bis 1841                                            |
| Oberstleutnant        | Wilhelm von Doering                    | 14. Dezember 1841 bis 25. April 1842 (mit der Führung beauftragt) |
| Oberstleutnant/Oberst | Wilhelm von Doering                    | 26. April 1842 bis 12. Juli 1848                                  |
| Oberstleutnant/Oberst | Eduard von Schlichting                 | 13. Juli 1848 bis 31. Mai 1850                                    |
| Oberstleutnant/Oberst | Gustav von der Schulenburg-Altenhausen | 03. Oktober 1850 bis 9. Mai 1855                                  |
| Oberstleutnant/Oberst | Eugen von Le Blanc Souville            | 10. Mai 1855 bis 21. Mai 1858                                     |
| Oberstleutnant        | Julius von Loewenfeld                  | 22. Mai 1858 bis 14. April 1859 (mit der Führung beauftragt)      |
| Oberstleutnant/Oberst | Julius von Loewenfeld                  | 15. April 1859 bis 6. März 1863                                   |
| Oberstleutnant/Oberst | Hugo von Obernitz                      | 07. März 1863 bis 19. Mai 1866                                    |
| Oberstleutnant/Oberst | Bernhard von Werder                    | 20. Mai bis 16. September 1866 (mit der Führung beauftragt)       |
| Oberst                | Bernhard von Werder                    | 17. September 1866 bis 6. November 1869                           |
| Oberstleutnant/Oberst | Viktor von Erckert                     | 07. November 1869 bis 18. August 1870                             |
| Oberstleutnant/Oberst | Otto von Papstein                      | 21. August 1870 bis 12. März 1875                                 |
| Oberst                | Ferdinand von Sannow                   | 13. März 1875 bis 17. Januar 1878                                 |
| Oberst                | Arthur von Lattre                      | 18. Januar 1878 bis 11. April 1881                                |
| Oberstleutnant        | Hermann von Stülpnagel                 | 12. April 1881 bis 12. November 1882 (mit der Führung beauftragt) |
| Oberst                | Hermann von Stülpnagel                 | 13. November 1882 bis 25. Mai 1887                                |
| Oberst                | Hermann Blecken von Schmeling          | 26. Mai 1887 bis 21. März 1889                                    |
| Oberstleutnant/Oberst | Adolf von Keller                       | 22. März 1889 bis 27. Juli 1892                                   |
| Oberstleutnant/Oberst | Max von Krosigk                        | 28. Juli 1892 bis 29. Mai 1896                                    |
| Oberst                | Remus von Woyrsch                      | 30. Mai 1896 bis 31. August 1897                                  |
| Oberst                | Dietrich von Hülsen-Haeseler           | 01. September 1897 bis 24. März 1899                              |
| Oberstleutnant/Oberst | Kurt von Knobelsdorff                  | 25. März 1899 bis 17. Mai 1901                                    |
| Oberst                | Karl Hoyer von Rotenheim               | 18. Mai 1901 bis 30. Mai 1904                                     |
| Oberst                | Magnus von Eberhardt                   | 31. Mai 1904 bis 4. April 1907                                    |
| Oberstleutnant/Oberst | Henning von Bonin                      | 05. April 1907 bis 20. April 1911                                 |
| Oberstleutnant/Oberst | Arnold von Hammerstein-Equord          | 21. April 1911 bis 2. Januar 1913                                 |
| Oberstleutnant/Oberst | Ernst Armin von Nostitz                | 03. Januar 1913 bis 29. September 1914                            |
| Oberstleutnant/Oberst | Karl von der Schulenburg-Wolfsburg     | 30. September 1914 bis 21. Februar 1918                           |
| Major                 | Friedrich von Amann                    | 18. Dezember 1918 bis Februar 1919 (Führer)                       |

## Sonstige Angehörige des Regiments
Die meisten preußischen Militärärzte waren in diesem Regiment militärisch ausgebildet worden, so dass eine enge Verbindung zur militärärztlichen Bildungsanstalt Pépinière und deren Studentenverbindungen, dem Pépinière-Corps bestand. Aber auch viele andere Prominente haben bei den Gardefüsilieren gedient. Unter anderem sind dazu bekannt:
- Adalbert Falk
- Adalbert von Falk
- Adolf Steinhausen
- Albrecht von Sanitz
- Alexander von Knobelsdorff
- Alexander von Ledebur
- Alfons von Bojanowski
- Alfred von Loewenfeld
- Alwin von Loos
- Arthur Bork
- Arthur von Lattré
- August Belli
- August Boeckh
- August Eschenburg
- August von Bomsdorff
- Bernhard III. von Sachsen-Meiningen
- Bernhard von Conta
- Bernhard von Werder
- Bernhard von dem Knesebeck
- Colmar Schumann
- Dietrich von Hülsen-Haeseler
- Eberhard von Claer
- Edmund Pflugmacher
- Eduard von Below
- Eduard von Hoffmeister
- Eduard von Schlichting
- Enver Pascha
- Erich Hübener
- Erich von Bibow
- Erich von Pochhammer
- Erich von Schwartzkoppen
- Ernst Rodenwaldt
- Ernst von Legat
- Ernst von Mirbach
- Ernst von Redern
- Ernst von Stubenrauch
- Eugen von Albedyll
- Ewald von Massow
- Ferdinand von Raesfeld
- Ferdinand von Sannow
- Franz Johannes Weinrich
- Friedhelm von Ranke
- Friedrich Blecken von Schmeling
- Friedrich Wilhelm Heinz
- Friedrich von Amann
- Friedrich von Taysen
- Fritz von Weller
- Georg Kayser
- Georg Schulze
- Georg Sick
- Georg von Oesterley
- Georg von Waldersee
- Gustav von Tempsky
- Gustav von der Schulenburg
- Günther von Dewitz
- Günther von Kirchbach
- Hanns Günther von Obernitz
- Hans Leip
- Hans von Nitsche
- Hasso von Wedel
- Hauptmann von Köpenick
- Heinrich August von Helldorff
- Heinrich Coerper
- Heinrich Rohmann
- Heinrich von Eberhardt
- Heinrich von und zu Egloffstein
- Heinz Hax
- Hermann Baethcke
- Hermann Blecken von Schmeling
- Hermann Pabst
- Hermann von Stülpnagel
- Hermann von Walther und Croneck
- Hermann von Wilczeck
- Hugo Johannes
- Hugo von Lupin
- Hugo von Obernitz
- Julius Heinrich von Gemmingen-Steinegg
- Julius von Loewenfeld
- Karl August von Esebeck
- Karl Krause
- Karl Körfer
- Karl Scheuner
- Karl von Aweyden
- Karl von Blumenthal
- Karl von Gall
- Karl von Trebra
- Karl von und zu Gilsa
- Leo von Lützow
- Leonhard von Blumenthal
- Lothar Eisenträger
- Ludwig von Cranach
- Magnus von Eberhardt
- Max-Friedrich von Schlechtendal
- Max Brausewetter
- Max von Krosigk
- Max von Pawlowski
- Maximilian Meichßner
- Moritz von Kunowski
- Moriz von Lyncker
- Oskar von dem Hagen
- Otto Kannengießer
- Otto Küstner
- Otto Wenzel (Journalist)
- Otto von Papstein
- Paul Hagemann
- Paul Schwieger
- Philipp Friedrich Theodor Adolph von Feldmann
- Remus von Woyrsch
- Robert Behla
- Robert von Unger
- Rudolf d’Orville von Löwenclau
- Sylvester Stieber
- Theodor Landsberg
- Theodor Weise
- Udo von Bodelschwingh
- Viktor von Alten
- Vollrath von Arnim-Mellenau
- Waldemar von Dazur
- Walter Gropius senior
- Werner von Gilsa
- Wilhelm Schlüter
- Wilhelm von Amann
- Wilhelm von Doering
- Wilhelm von Knobelsdorff
- Willy von Livonius

## Spitzname Maikäfer

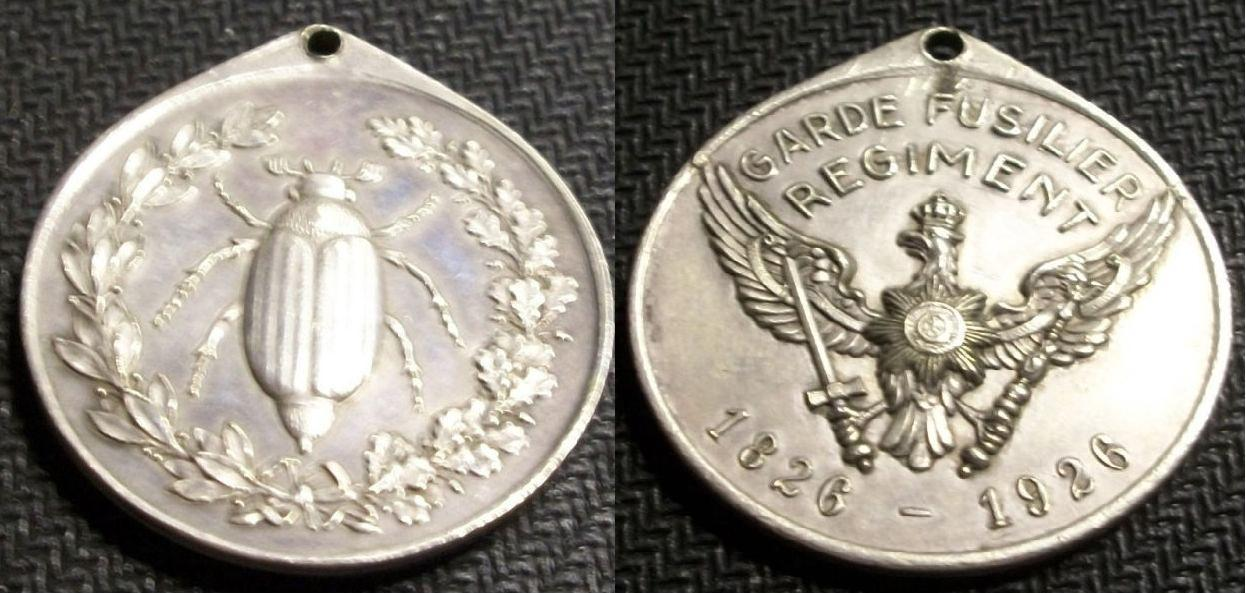
Erinnerungsmedaille von 1926 anlässlich des 100. Stiftungstages

Als Ende April 1827 das Spandauer Bataillon zum Zusammentritt des Regiments in Potsdam am Pfingstberg vorbeizog, begrüßten es die mit dem Einsammeln der Schädlinge Maikäfer beschäftigten Schuljungen mit dem Ruf „die Maikäfer, die Maikäfer!“, vermutlich inspiriert von der bunten Regimentsuniform (rote schwedische Ärmelaufschläge mit weißen Litzen, gelbe Schulterstücke). Der Name übertrug sich schnell auf das ganze Regiment und wurde, nachdem Friedrich Wilhelm IV. als Kronprinz das Regiment einmal mit „Meine lieben Maikäfer“ angesprochen hatte, quasi offiziell.

## Trivia
Das Kommando des Hauptmanns von Köpenick bestand aus vier Soldaten des Garde-Füsilier-Regiments und sechs Soldaten vom 4. Garde-Regiment zu Fuß.